# Nowosady (rejon świsłocki)
Nowosady (biał. Новасады; ros. Новосады) – wieś na Białorusi, w obwodzie grodzieńskim, w rejonie świsłockim, w sielsowiecie Porozów.
W dwudziestoleciu międzywojennym miejscowość leżała w Polsce, w województwie białostockim, w powiecie wołkowyskim, w gminie Porozów. 16 października 1933 weszła w skład gromady Leski wieś w gminie Porozów. Po II wojnie światowej weszła w struktury ZSRR.
15 listopada 1971 do Nowosadów włączono wieś Leski (z byłym folwarkiem Leski).